# 倒金字塔结构

倒金字塔結構可視化

倒金字塔结构（英語：Inverted pyramid）是绝大多数客观新闻报道的写作规则，也被广泛运用到严肃期刊的写作中，同时也是最为常见和最为短小的新闻写作叙事结构。内容上表现在在一篇新闻中，先是把最重要、最新鲜、最吸引人的事实放在导语中，导语中又往往是将最精彩的内容放在最前端；而在新闻主体部分，各段内容也是依照重要性递减的顺序来安排。犹如倒置的金字塔，上面大而重，下面小而轻。版面编排倒金字塔结构与此相类似并在实践中几乎被绝大多数报纸所采用。

## 起源
普遍认为，倒金字塔结构起源于美国南北战争和电报的运用。在战争期间，电报业务刚开始投入使用，记者的稿件通过电报传送，但由于电报技术上的不成熟和军事临时征用的原因，稿件有时不能完全传送，时常中断，后来，记者们想出一种新的发稿方法：把战况的结果写在最前面，然后按事实的重要性依次写下去，最重要的写在最前面，这种应急措施产生了新的文体——倒金字塔结构。
但新闻学者霍斯特·珀特(Horst Pottker)对1855年间的《纽约先驱论坛报》和《纽约时报》所发表的内容进行了分析，发现倒金字塔结构直到19世纪90年代才成为这些报纸中的标准格式，比原先得出的结论晚了二十多年。

## 特征
1. 把最重要的写在前面，然后将各个事实按其重要性程度依次写下去。
2. 一段只写一个事实。
3. 新闻报道全部陈述事实，记者不发议论。

### 优点
1. 可以快速写作。不为结构苦思。程序化。
2. 可以快编快删，删去最后段落，不会影响全文。
3. 可以快速阅读，无需从头读到尾。

这样的长处符合新闻“快”的特点，因此在战后，倒金字塔结构继续保留下来，并得到推广。

### 缺点
- 新闻报道客观报告事实，不能体现个性，结语不是铿锵有力而是有气无力。

## 范例
路透社1963年11月22日达拉斯电，报道肯尼迪遇刺的一则消息后来成为倒金字塔结构的范例：

肯尼迪总统今天在这里遭到刺客枪击身亡。

总统与夫人同乘一辆车中，刺客开3枪，命中总统头部。

总统被紧急送往医院，经大量输血，不久後身亡。

官方消息称，总统下午1点逝世。

副总统詹森将继任总统。